# Инфанрикс
Инфанрикс — комбинированная вакцина против дифтерии, столбняка и коклюша.

## Состав
Инфанрикс состоит из очищенного дифтерийного и столбнячного анатоксина (в дозах не менее 30 и 40 Международных иммунизирующих единиц МИЕ), и трёх очищенных антигенов Bordetella pertussis: детоксицированного коклюшного токсина (25 мкг), нитчатого гемагглютинина (25 мкг) и пертактина (8 мкг). Вспомогательные вещества: гидроксид алюминия, фосфат алюминия, формальдегид, 2-феноксиэтанол, полисорбат 80 (см. полисорбат), натрия хлорид, вода для инъекций.

## Фармакодинамика
При введении вакцины согласно инструкции формируется специфический приобретённый активный иммунитет. Через месяц после 3-разового курса первичной вакцинации более 99 % детей имели титр антител больше 0,1 МЕ/мл для дифтерии и столбняка. Такой титр считается достаточным для защиты от этих болезней. Интенсивность ответа на противококлюшные антигены составляет 95 %. При ревакцинации титр антител у всех детей больше 0,1 МЕ/мл и больше 96 % для антигенов коклюша.

## Показания
Инфанрикс применяют для профилактики дифтерии, столбняка и коклюша начиная с 2-месячного возраста и ревакцинации.

## Противопоказания
При вакцинации необходимо тщательное изучение медицинской карты (истории болезни). Абсолютным противопоказанием является гиперчувствительность к компонентам вакцины или к любой другой вакцине от дифтерии, коклюша и столбняка и энцефалопатия, возникшая у детей после введения вакцины с коклюшным компонентом. Во втором случае можно использовать вакцину с дифтерийным и столбнячным компонентом.
Вакцинацию вакциной Инфанрикс откладывают при повышенной температуре тела. Если при использовании Инфанрикса, как коклюшсодержащей вакцины, возникают следующие осложнения, при ревакцинации тщательно анализируют соотношение риска вакцинации и непосредственно от коклюша (в том числе, при эпидемии):
1. Температура выше 40,5 °С в пределах 48 часов после вакцинации, не связанная с другими причинами;
2. Коллапс или шокообразное состояние в аналогичный период;
3. Плач или крик на протяжении 3 часов, в пределах 48 часов;
4. Судороги с лихорадкой или без неё в пределах 3 дней после вакцинации.

Не являются противопоказанием судороги с лихорадкой в анамнезе, судороги в семейном анамнезе и ВИЧ-инфекция. Однако при иммунодефиците, в том числе медикаментозной иммуносупрессии иммунный ответ может быть недостаточным. С большой осторожностью Инфарикс применяют при тромбоцитопении и коагулопатиях. Ни при каких обстоятельствах вакцину не вводят внутривенно. Инфанрикс не применяется для взрослых, в том числе нет данных об её использовании при беременности и лактации.

## Побочные эффекты
1. Местные симптомы в участке инъекции: боль, покраснение, отёк, в том числе обширный отёк конечности, который самостоятельно проходил в среднем через 4 суток[1];
2. Общие симптомы: лихорадка, сильный плач, потеря аппетита, рвота, диарея, сонливость или бессонница;
3. Со стороны дыхательной системы: кашель, ринит, фарингит и бронхит;
4. Со стороны органов кровообращения: артериальная гипер- и гипотензия;
5. Другое: средний отит, дерматит и подверженность вирусным инфекциям.

Возможны аллергические реакции, в том числе анафилаксия. Очень редко может возникнуть коллапс или шокообразное состояние и судороги, которые закачивались выздоровлением без осложнений.

## Производитель
Вакцину производит фармацевтическая компания GlaxoSmithKline. Кроме вакцины Инфанрикс, существует вакцина Инфанрикс Гекса, которая кроме дифтерии, столбняка и коклюша создает иммунитет против гепатита B, полиомиелита и инфекции, вызванной Haemophilus influenzae типа b и вакцина Инфанрикс ИПВ которая создает иммунитет против дифтерии, столбняка, коклюша и полиомиелита.